# ヘールカ
ヘールカ（Heruka）とは、仏教の後期密教における尊格の1つ。尊様としては日本の明王に相当するが、チベット密教では無上瑜伽タントラの独特の解釈がなされている。

## 概説
日本では「教令輪身」と呼ばれて本尊の守護者とされるが、これに対して、チベット密教では五智如来や諸仏にも等しい存在とされ、ヘールカと呼ばれて時には各タントラの説法者であり主尊でもある如来らを凌駕し、各タントラの主役の本尊（yi dam：イダム）として祀られる。
その例として、インド伝来の三宗派において、ニンマ派の依経である旧訳の『大幻化網タントラ』（グヒヤガルバ・タントラ）では大日如来が主尊であり、サキャ派やカギュ派が伝承する新訳の『幻化網タントラ』（マーヤージャーラ・タントラ）ではヤブユムの金剛薩埵が主尊であり、共に曼荼羅の中心として描かれるにもかかわらず、その両タントラを代表する本尊として祀られるのは、ヘールカである「大幻化金剛」（Mahā-māyā：マハー・マーヤー）であることからも理解される。
本来は、中期密教における降三世明王を起源としていて、後の無上瑜伽タントラにおいては、母タントラの先駆である『サマーヨーガ・タントラ』から忿怒尊として登場する。更に、『ブッダカパーラ・タントラ』における「ブッダカパーラ」など、母タントラ系の各主要な尊挌へと発展し、それらの総称としても、この「ヘールカ」の名は用いられる。

## 姿形・像容
一例としては、「一面二臂で、右手に金剛杵、左手にカパーラ（髑髏杯）を持ち、更に左手でカトヴァーンガ（髑髏杖）を抱える。足下は死体を踏みつけ、右足を上げ、左足で立つ舞踊のポーズを取る。髪の毛は逆立ち、顔は三眼忿怒の相。額には部族主である阿閦仏の小像が付されることも。肩から生首を繋いだ環をかけ、身体に灰を塗る。」となり、概してヒンドゥー教のシヴァ神と重なる。